# Orino

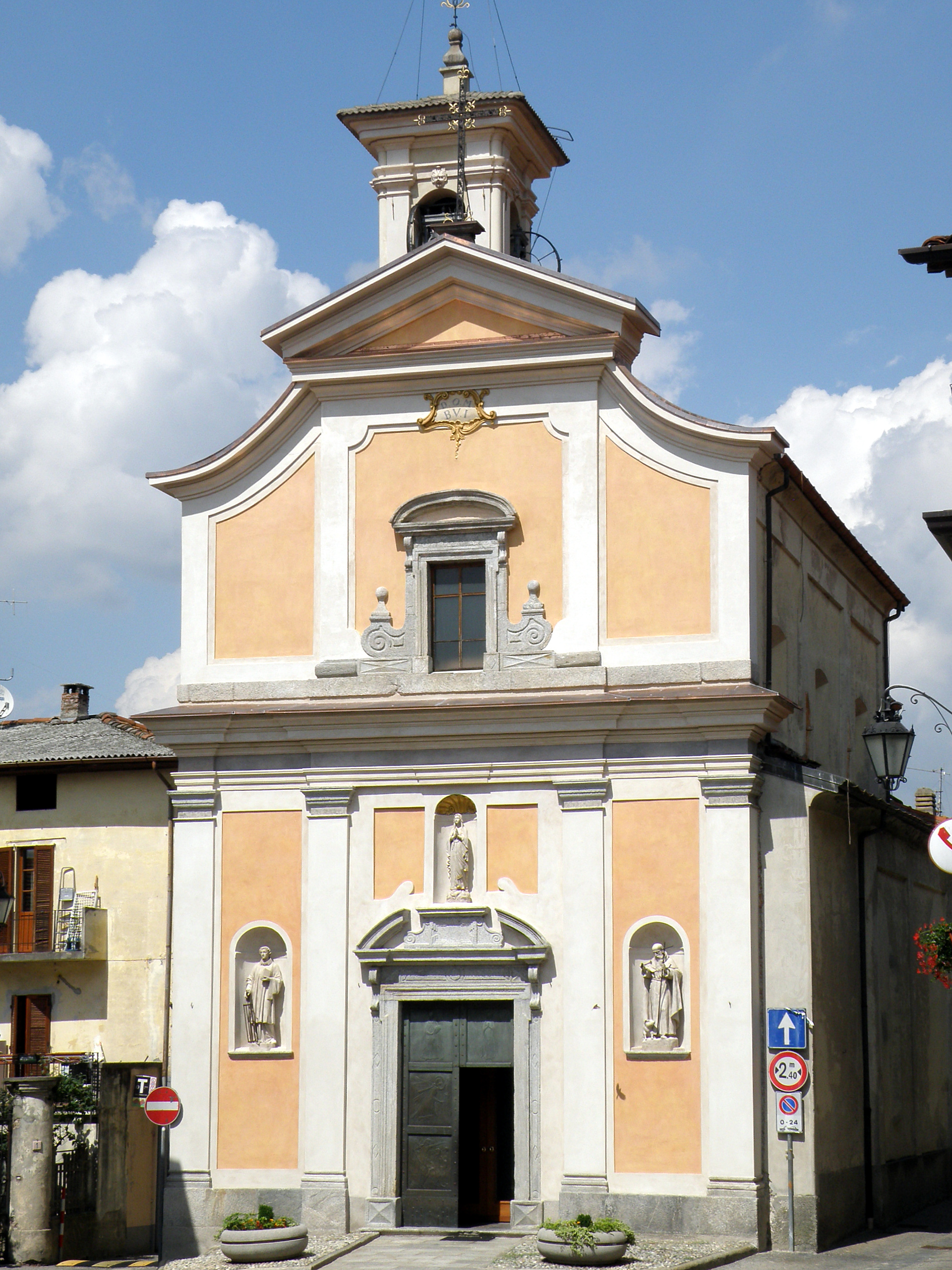
Pfarrkirche San Lorenzo

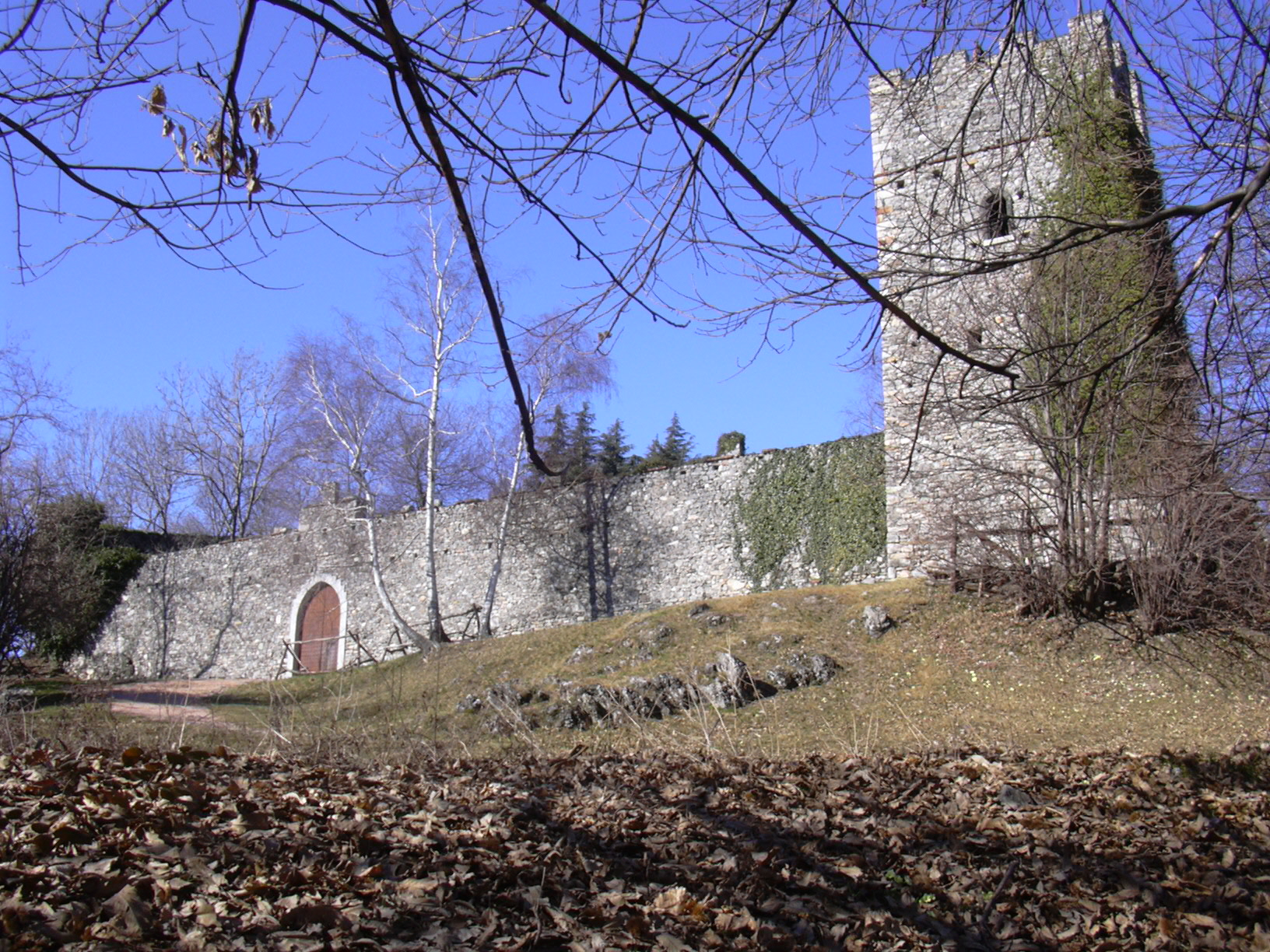
Rocca di Orino

Orino (westlomb. Urin) ist eine Gemeinde (ital. comune) in der Provinz Varese in der Region Lombardei.

## Geographie
Orino liegt etwa 11,5 Kilometer nordwestlich der größten (und namensgebenden) Stadt der Provinz, Varese, am Nordwestrand des italienischen Regionalparks Campo dei Fiori un bedeckt eine Fläche von 3,83 km². Die Nachbargemeinden sind Azzio, Cocquio-Trevisago und Cuvio.

## Bevölkerung
| Bevölkerungsentwicklung | Bevölkerungsentwicklung | Bevölkerungsentwicklung | Bevölkerungsentwicklung | Bevölkerungsentwicklung | Bevölkerungsentwicklung | Bevölkerungsentwicklung | Bevölkerungsentwicklung | Bevölkerungsentwicklung | Bevölkerungsentwicklung | Bevölkerungsentwicklung | Bevölkerungsentwicklung | Bevölkerungsentwicklung | Bevölkerungsentwicklung | Bevölkerungsentwicklung | Bevölkerungsentwicklung |
| ----------------------- | ----------------------- | ----------------------- | ----------------------- | ----------------------- | ----------------------- | ----------------------- | ----------------------- | ----------------------- | ----------------------- | ----------------------- | ----------------------- | ----------------------- | ----------------------- | ----------------------- | ----------------------- |
| Jahr                    | 1751                    | 1805                    | 1853                    | 1871                    | 1881                    | 1901                    | 1921                    | 1951                    | 1971                    | 1991                    | 2001                    | 2011                    | 2017                    | 2018                    |                         |
| Einwohner               | 356                     | 452                     | 460                     | 519                     | 621                     | 667                     | 637                     | 436                     | 546                     | 664                     | 729                     | 840                     | 846                     | 846                     |                         |

- 1809 Fusion mit Gemonio
- 1812 Fusion mit Cuvio
- 1927 Fusion mit Azzio als Orino-Azzio

## Sehenswürdigkeiten
- Pfarrkirche Madonna Immacolata (16. Jahrhundert)
- Kirche San Lorenzo im Ortsteil San Lorenzo (15. Jahrhundert)
- Rocca di Orino (Burgruine) schon erwähnt im Jahr 1176
- Schalenstein Sasso nero im Forst beim Rocca di Orino
- Forte Orino der Frontiera Nord auf dem Berg Campo dei Fiori

## Religion
Die katholische Pfarrei Beata Vergine Immacolata gehört zum Bistum Como.